# Trionymus parvaster
Trionymus parvaster är en insektsart som beskrevs av Danzig 1971. Trionymus parvaster ingår i släktet Trionymus och familjen ullsköldlöss. Inga underarter finns listade i Catalogue of Life.